# Reichenhaller Becken

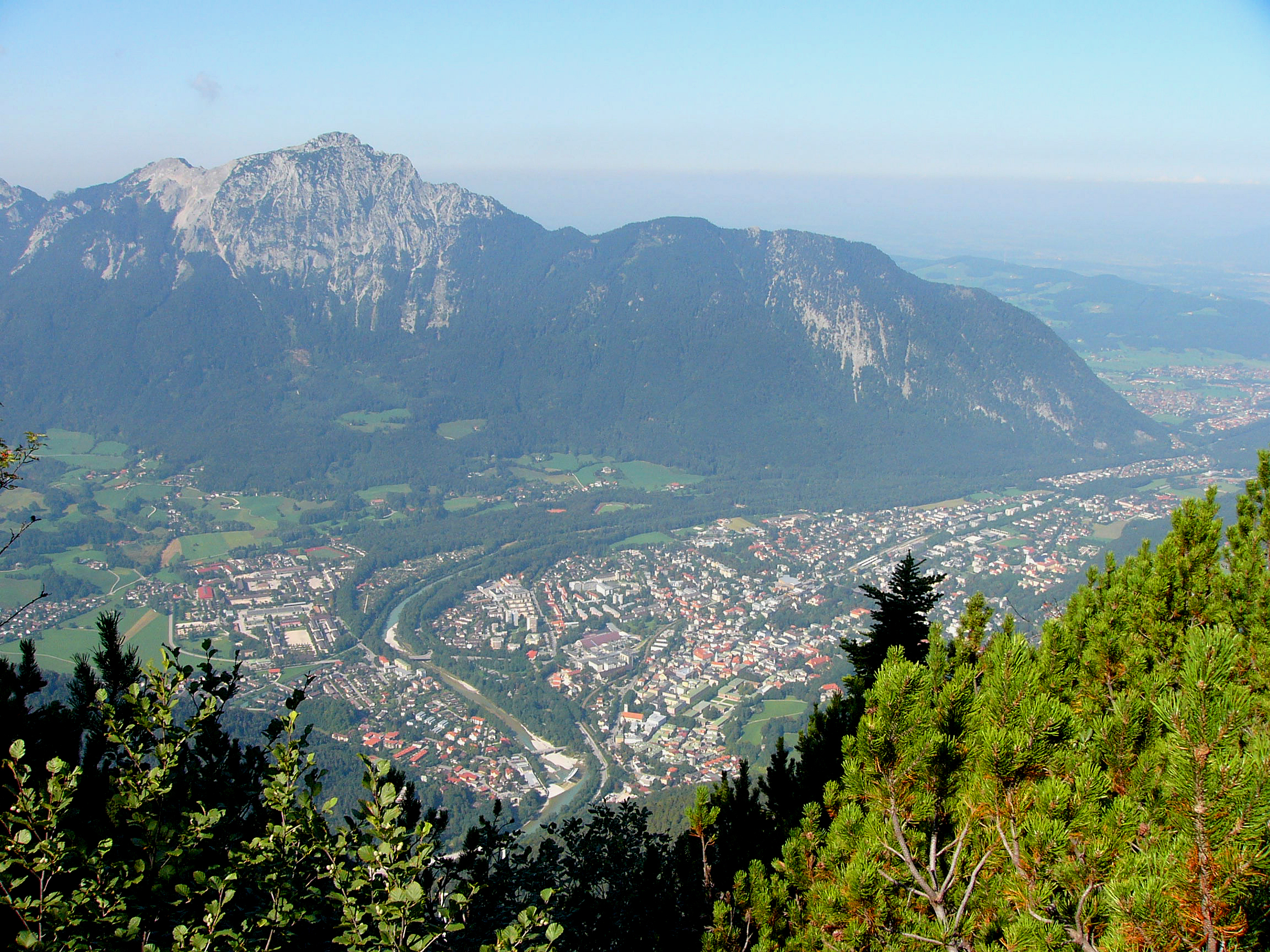
Blick vom Predigtstuhl auf Bad Reichenhall nach Norden zum Hochstaufen

Das Reichenhaller Becken (auch: Bad Reichenhaller Becken) ist ein alpines Becken am Nordrand der Kalkalpen mit der namensgebenden Stadt Bad Reichenhall im Zentrum. Das Becken erstreckt sich über ein Gebiet, das auf deutscher Seite innerhalb des Landkreises Berchtesgadener Land neben Bad Reichenhall noch die Gemeinden Bayerisch Gmain und Piding, und auf österreichischer Seite im Land Salzburg die Gemeinde Großgmain umfasst.

## Lage
Das Bad Reichenhaller Becken öffnet sich nach Osten hin zum Salzburger Becken und wird nördlich und westlich vom Hochstaufen und Zwiesel der Chiemgauer Alpen  sowie im Süden vom Lattengebirge und dem Untersberg in den Berchtesgadener Alpen umrahmt. Das Becken liegt auf einer Bruchzone (der „Saalachstörung“), entlang der sich die Erdkruste auseinanderbewegte und die zentralen Bereiche eingesunken bzw. „zerrüttet“ sind. Zusätzlich schürften während der letzten Eiszeiten die Saalachgletscher die Bruchzone zu einem Trogtal aus, was an beiden Seiten zu steilen Talflanken führte.